# Alexandre de Fontenay
Alexandre Defontenay est un homme politique français né le 5 février 1748 à Rouen (Normandie) et décédé le 12 octobre 1833 au même lieu.

## Biographie
Négociant et manufacturier à Rouen, il crée la première grande filature industrielle de France. Membre du tribunal de commerce de Rouen, il est député de la Seine-Inférieure en 1815, pendant les Cent-Jours. Il est le frère de Pierre Nicolas de Fontenay.

## Sources
- « Alexandre de Fontenay », dans Adolphe Robert et Gaston Cougny, Dictionnaire des parlementaires français, Edgar Bourloton, 1889-1891 [détail de l’édition]
- Notices d'autorité :   - VIAF
  - ISNI
  - BnF (données)
  - GND
- Ressource relative à la vie publique :   - Base Sycomore